# João Pedro Pais
João Pedro Pais (* 20. September 1971) ist ein portugiesischer Sänger.

## Werdegang
Pais war Schüler der Casa Pia. Der musikalische Durchbruch gelang ihm nach der Teilnahme an dem Gesangswettbewerb Chuva de Estrelas des Fernsehsenders SIC, bei dem er mit einer Interpretation des Songs Ao passar um navio den zweiten Platz erreichte. 1997 erschien sein Debütalbum Segredos.
Sein 1999 erschienenes Album Outra vez erreichte in seinem Heimatland Platinstatus. Von seinem Album Falar por sinais (2001) wurden mehr als 70.000 Kopien verkauft.
2001 wurde er als bester Einzelinterpret und für Não há als bester Song mit zwei Globos de Ouro ausgezeichnet. 2003 und 2005 lud ihn der kanadische Rocksänger Bryan Adams als Vorband seiner Tournee auf der Iberischen Halbinsel ein.
Mit dem Album Lado a lado (2006), das gemeinsam mit Mafalda Veiga eingespielt wurde, erreichte er Platz eins der portugiesischen Albumcharts. Diesen Erfolg wiederholte er mit dem Livealbum O Coliseu, das er 2010 im Coliseu dos Recreios aufnahm.

## Diskografie
- 1997: Segredos
- 1999: Outra vez
- 2001: Falar por sinais
- 2004: Tudo bem
- 2006: Lado a lado (mit Mafalda Veiga)
- 2008: A palma e a mão
- 2010: O Coliseu
- 2012: Desassossego
- 2015: Identidade
- 2017: 20 anos
- 2019: Confidências (de um homem vulgar)